# Чентиба
Чентиба (словен. Čentiba, мађ. Csente) је насељено место у општини Лендава, Помурска регија, Словенија.

## Историја
До територијалне реорганизације у Словенији била је у саставу старе општине Лендава.

## Становништво
У попису становништва из 2011. године, Чентиба је имала 839 становника.
| Број становника према пописима | Број становника према пописима | Број становника према пописима |
| ------------------------------ | ------------------------------ | ------------------------------ |
| 1991                           | 2002                           | 2011                           |
| 785                            | 756                            | 839                            |